# Gyponana sonora
Gyponana sonora är en insektsart som beskrevs av Hamilton 1982. Gyponana sonora ingår i släktet Gyponana och familjen dvärgstritar. Inga underarter finns listade i Catalogue of Life.